# ジョニー・ワイズミュラー
ジョニー・ワイズミュラー（Johnny Weissmuller、1904年6月2日 - 1984年1月20日）は、オーストリア・ハンガリー帝国出身のアメリカ合衆国で活躍した水泳選手・俳優。

## 水泳選手
ヨーハン・ペーター・ヴァイスミュラーとして、現在のルーマニアのティミショアラの近くでドイツ系の家庭に生まれる。彼が7ヶ月の時に家族でアメリカに移住、ペンシルベニア州やシカゴで育つ。病弱だったため、医者に勧められて水泳を初め、12歳の時にYMCAの水泳チームに参加するようになる。
1922年、デューク・カハナモクが持っていた100m自由形の世界記録を更新。1924年のパリオリンピックでは100m自由形、400m自由形、自由形リレーの3つで金メダルを、水球で銅メダルを獲得。1928年のアムステルダムオリンピックでは100m自由形、自由形リレーの2つで金メダルを獲得。
スポーツ選手が俳優に転身した例はそれなりに多いが、その代表的な存在としても語られる。

## 映画俳優
選手時代の活躍が業界関係者の目にとまり、1929年、ワイズミュラーは下着メーカーのBVDと契約を結び、モデルとなった。合衆国中を回って水泳ショー、水着のチラシ配り、サイン会、トークショーなどを行った。同年初めて映画『アメリカ娘に栄光あれ（Glorifying the American Girl）』に出演し、イチジクの葉を着けてアドニスを演じた。『Crystal Champions』では本人役で登場した。
メトロ・ゴールドウィン・メイヤーと7年契約を結んでから俳優としてのキャリアが本格的に始まった。筋肉隆々でイメージに完璧に一致したことから1932年の『類猿人ターザン』でターザン役を演じ、世界にセンセーションを巻き起こした。ターザンの原作者エドガー・ライス・バローズも喜んだという。
ワイズミュラーはモーリン・オサリヴァンをジェーン役として6本のターザン映画に出演した。3作ではジョニー・シェフィールドが子役として共演した。1942年にはRKOに移籍し、さらに6本のターザン映画に出演した。12本のターザン映画でワイズミュラーは200万ドルを稼いだと推定され、ターザン役では最も有名な俳優となった。
1971年の世界SF大会に招かれており、参加した矢野徹によると「70歳を過ぎているとは思えない若々しさ」だったという（実際には60代後半）。矢野からターザン・シリーズ（小説）の邦訳が開始された事を知らされると、非常に喜んでいた。
晩年はハリウッドの精神病院で、現実とターザン役を混同したような奇行を重ねていたという。
1984年、死去。

## 主な出演作品
- 類猿人ターザン Tarzan the Ape Man (1932)
- ターザンの復讐 Tarzan and His Mate (1934)
- ターザンの逆襲 Tarzan Escapes (1936)
- ターザンの猛襲 Tarzan Finds a Son! (1939)
- ターザンの黄金 Tarzan's Secret Treasure (1941)
- ターザン紐育へ行く Tarzan's New York Adventure (1942)
- ターザンの凱歌 Tarzan Triumphs (1943)
- ターザン砂漠へ行く Tarzan's Desert Mystery (1943)
- 魔境のターザン Tarzan and the Amazons (1945)
- ターザンと豹女 Tarzan and the Leopard Woman (1946)
- ターザンの怒り Tarzan and the Huntress (1947)
- 絶海のターザン Tarzan and the Mermaids (1948)
- ジャングルの宝庫 The Lost Tribe (1949)
- 名犬ウォン・トン・トン Won Ton Ton, the Dog Who Saved Hollywood (1976)